# Острогожский, Александр Петрович
Александр Петрович Острогожский (1787, слобода Засосна, Воронежское наместничество — 4 (16) октября 1853, Москва) — главный доктор московской мариинской больницы и московского почтамта; доктор медицины. Действительный статский советник.

## Биография
Родился в 1787 году в слободе Засосной Бирюченского уезда Воронежского наместничества (ныне Красногвардейский район Белгородской области) в семье священника. В 1805 году окончил Воронежскую духовную семинарию, а в 1809 году — Санкт-Петербургскую медико-хирургическую академию и был направлен лекарем в артиллерийский госпиталь.
С 1811 года находился в лейб-гвардии Кирасирском полку, с которым участвовал в войне 1812 года (в сражениях при Витебске, Смоленске, Бородино, Тарутино, Малоярославце и Красном) и заграничных походах 1813—1814 гг.
В 1817 году назначен врачом в г. Старая Русса; с 1818 года находился при местных солеваренных заводах. С 1820 года состоял при Новгородской врачебной управе.
С 1832 года служил в Москве. В 1840 году ему была присвоена степень доктора медицины без защиты диссертации.
С 1834 года был главным доктором московского почтамта и московской Мариинской больницы. С 22 мая 1844 года — действительный статский советник. Кроме того с 1838 года он был штадт-физиком московской медицинской конторы. С 1847 года — в отставке.
Умер 4 (16) октября 1853 года.